# Ивашева, Крескентина Константиновна
Крескенти́на Константи́новна Ива́шева (1 мая 1916 — ?) — проектировщик и строитель мостов, лауреат Ленинской премии.

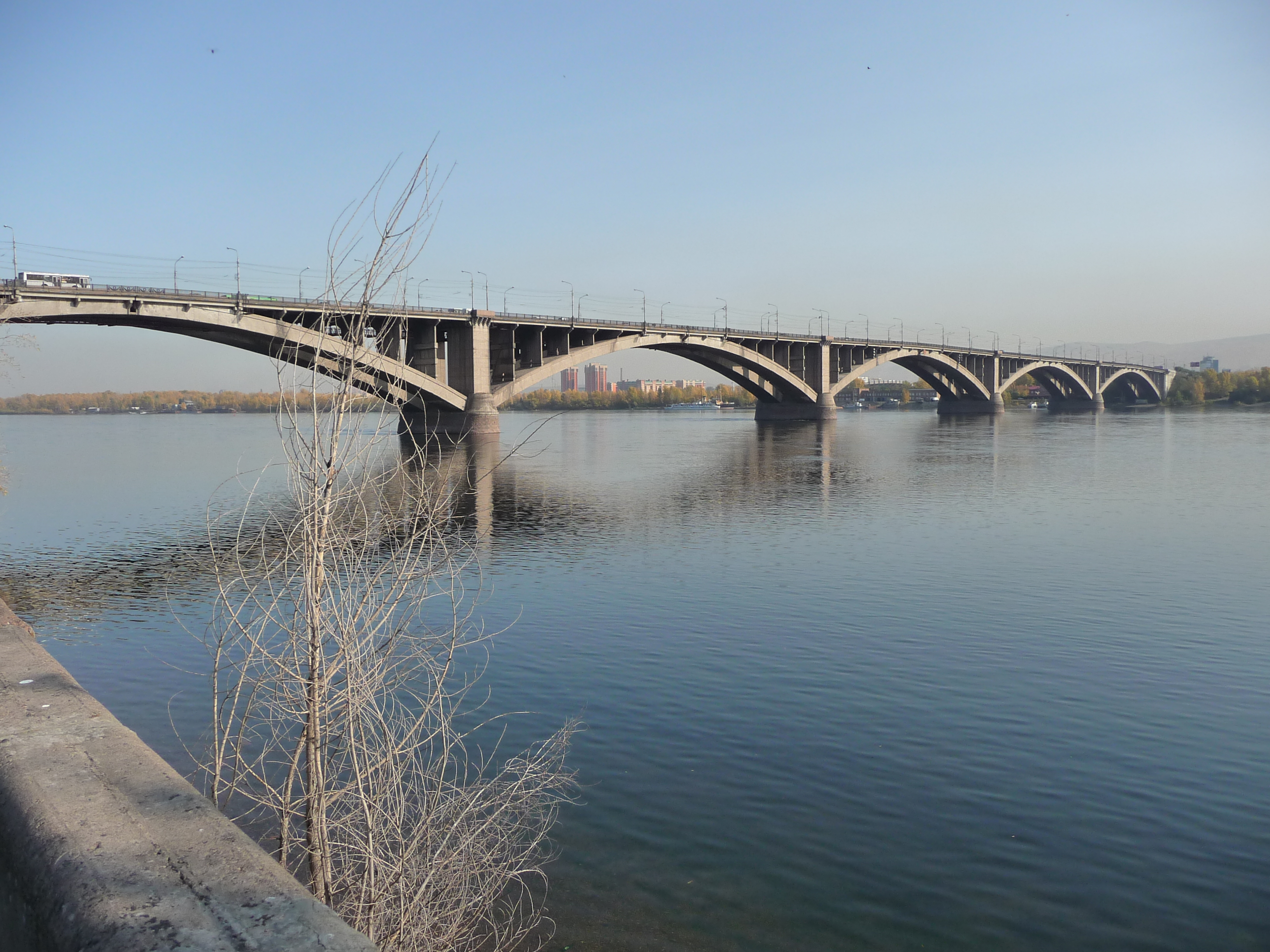
Коммунальный мост в Красноярске.

## Биография
В 1941 г. окончила Московский автодорожный институт.
В 1941—1945 гг. служила в дорожных войсках.
С 1945 г. групповой инженер отдела мостов института «Гипрокоммундортранс» Министерства коммунального хозяйства РСФСР.
Ленинская премия 1962 года — за участие в сооружении мостового перехода через р. Енисей в Красноярске.
Совместно с П. А. Егоровым была автором проекта Коммунального моста.
Умерла не ранее 2000 года.